# Haifa
Haifa (hebrejski: חֵיפָה Ḥefa; arapski: حَيْفَا Ḥayfā), treći po veličini grad u Izraelu. Prema popisu iz 2022. godine broj stanovnika je bio 290.306. Pripada okrugu Haifa. Luka na mediteranskoj obali, podno planine Karmel.

## Poznate osobe
- Gene Simmons